# Viktor Schilling
Viktor Schilling (* 28. August 1883 in Torgau; † 30. Mai 1960 in Rostock) war ein deutscher Internist und Hämatologe.

## Leben
Schilling kam 1883 als Sohn des Generalarztes Rudolf Schilling (1850–1919) und seiner Frau Ernestine, geb. Blech (1856–1927) zur Welt. Er legte 1903 seine Abiturprüfung in Allenstein ab. Anschließend studierte Schilling Medizin an der Kaiser-Wilhelm-Akademie in Berlin und promovierte im Jahr 1909. Von 1910 bis 1913 war Schilling Militärarzt am Institut für Schiffs- und Tropenkrankheiten in Hamburg. Während des Ersten Weltkriegs war er als Militärhygieniker in Galizien, Syrien und Russland tätig. Er war beratender Hygieniker im Generalstab der türkischen Armee. Ab 1919 war Schilling als Stationsarzt an der I. Medizinischen Klinik der Charité tätig. 1921 folgten die Habilitation und die Ernennung zum Privatdozenten für Innere Medizin in Berlin (ab 1922 a.o. Professor). 1927 bereiste Schilling die junge Sowjetunion und konnte Lenins Leiche untersuchen. In Berlin bekämpfte er die aus seiner Sicht zu stark jüdisch besetzte Medizin.
Nach der „Machtergreifung“ der Nationalsozialisten trat er am 1. Mai 1933 der NSDAP bei und wurde stellvertretender Direktor der I. Medizinischen Klinik. Im Jahr 1934 übernahm er die Leitung der Klinik für Innere Medizin in Münster. 1938 wurde er im Zuge eines Disziplinarverfahrens u. a. wegen Amtsmissbrauch von der Klinikleitung entbunden. Schilling war Mitglied des wissenschaftlichen Senats des Heeressanitätswesens und leitete von 1938 bis 1941 das Laboratorium für Bluttransfusion der Militärärztlichen Akademie in Berlin.
1941 wurde er Ordinarius in Rostock. Er leitete die medizinische Klinik der Universität Rostock von 1941 bis 1946 und erneut ab 1948 bis zu seiner Emeritierung im Jahre 1957. Schilling veranlasste dort u. a. den Bau des neuen Klinikgebäudes in der Ernst-Heydemann-Straße. 1953 wurde er zum Hervorragenden Wissenschaftler des Volkes ernannt. 1957 erhielt Schilling die Bernhard-Nocht-Medaille. 1958 wurde er mit dem Silbernen Vaterländischen Verdienstorden der DDR ausgezeichnet. Im selben Jahr wurde er Ehrendoktor der Universität Rostock.
Seit 1949 ist er Ehrenmitglied der Deutschen Gesellschaft für Hämatologie und Medizinische Onkologie.

## Werk
Nach Karl Bürker gilt Schilling als Nestor der Hämatologie. Auf ihn gehen das Blutbild (Hämatogramm) und die biologische Leukozytenkurve (Schilling-Phasentheorie) zurück. Nach ihm wurde außerdem die Schilling-Zählkammer (Kammer zur Zählung von Leukozyten und Erythrozyten), der Schilling-Index (Kernverschiebungsindex) und die Schilling-Leukozytenformel benannt.
Neben seiner ärztlich-akademischen Tätigkeit war Schilling im Dritten Reich auch Hauptschriftleiter der Medizinischen Welt (Berlin) und Herausgeber der Folia Haematologica. Hier trat er die Nachfolge verfolgter jüdischer Kollegen an (u. a. Hans Hirschfeld) und öffnete die medizinischen Publikationsorgane der nationalsozialistischen Propaganda. In seinem Eröffnungsvortrag bei einer der ersten internationalen Hämatologentagungen veranlasste Schilling 1937 eine Ergebenheitsaddresse an den „Schirmherrn deutschen Blutes“ Adolf Hitler und dozierte über das »unentrinnbare Schicksal im eigenen Blute, auf dem Adolf Hitler einen der Grundpfeiler des Nationalsozialismus vorausschauend für Jahrhunderte errichtet hat«.

## Schriften (Auswahl)
- Das Blutbild und seine klinische Verwertung.Fischer Verlag, Jena 1929; 12. Auflage 1943.
- Blutbild und Trauma. 1932.
- Praktische Blutlehre. 14. Auflage. 1949.
- Anleitung zur Diagnose im Dicken Bluttropfen. 1944 und 1951.
- Einst und jetzt: Über die geschichtliche Entwicklung der Lehre von der Anaemia perniciosa Biermer. In: Münchener Medizinische Wochenschrift. Band 95, Nr. 1, 2. Januar 1953, S. 79–85.